# Наркоз (фильм)
«Наркоз» (англ. Awake; дословно: «Неспящий») — фильм 2007 года, драма, триллер американского режиссёра Джоби Харольда.

## Сюжет
У Клейтона Бересфорда, главного героя фильма — миллиардера, успешного и обеспеченного человека, серьёзные проблемы с сердцем. Поэтому ему необходима пересадка, на которую приходится пойти, как только появляется подходящий донор. Незадолго до операции, которую должен провести друг главного героя, Клейтон решает жениться на своей невесте Сэм, с которой знаком уже год. Начинается операция, пациенту вводят наркоз, но происходит непредвиденное. Клейтон не засыпает, всё слышит и понимает, хотя и не может говорить и двигаться. Сознание Клейтона отделяется от тела, он перемещается в пространстве, видит и слышит происходящее.
В ходе операции выясняется, что вся команда, проводившая операцию, кроме доктора Лупина — преступники и хотят убить Клейтона, чтобы заполучить его деньги. Клейтона предали, но лишь самый дорогой человек, мама, сможет его спасти.
Лили, мама Клея, догадывается, что Сэм что-то скрывает. В её сумке она находит таблетки и письма, в которых сказано, что Сэм работала в этой больнице. Лили звонит врачу, с которым знакома 15 лет и рассказывает ему о том, что происходит. Затем она глотает таблетки, чтобы встретиться с сыном. В его сознании они переносятся в Рождество, когда умер отец Клейтона. Оказывается, что в тот вечер родители поругались. Отец Клейтона направлялся в сторону мальчика, когда Лили ударила его кочергой и сказала не трогать сына, после чего мужчина упал с лестницы и умер.
Маленький Клейтон предпочел забыть об этом, но теперь, вспомнив, принимает жертву матери и решает вернуться к жизни. Врач, которого вызвала Лили, пересаживает её сердце Клейтону.
Сэм и группа преступников задержаны.
В заключительных кадрах фильма Джек произносит время смерти Клея, а затем и время его пробуждения.

## В ролях
| Актёр                | Роль               |
| -------------------- | ------------------ |
| Хейден Кристенсен    | Клэй Бэресфорд     |
| Джессика Альба       | Сэм Локвуд         |
| Терренс Ховард       | доктор Джек Харпер |
| Лена Олин            | Лилит Бэресфорд    |
| Кристофер Макдональд | доктор Лари Лупин  |
| Фишер Стивенс        | доктор Путнам      |
| Сэм Робардс          | отец Клэйтона      |
| Джорджина Чапман     | Пэнни Карвер       |